# Carlos Techera
Carlos Techera, vollständiger Name Carlos Leandro Techera Sánchez, (* 28. April 1992 in Montevideo) ist ein uruguayischer Fußballspieler.

## Karriere
Torhüter Techera gehörte zu Beginn seiner Karriere spätestens ab der Clausura 2014 dem Kader des in Montevideo beheimateten Vereins Villa Teresa an. In der Saison 2013/14 absolvierte er neun Partien in der Segunda División. In der Spielzeit 2014/15 folgten weitere 13 Zweitligaeinsätze. Ende Januar 2015 wechselte er auf Leihbasis in die Primera División zu den Montevideo Wanderers. In der Clausura 2015 wurde er dreimal in der höchsten uruguayischen Spielklasse und zweimal in der Copa Libertadores 2015 eingesetzt. Mitte August 2015 wurde er an den Zweitligisten Villa Española ausgeliehen und trug dort in der Spielzeit 2015/16 mit 20 Zweitligaeinsätze zum Aufstieg am Saisonende bei. In der Saison 2016 absolvierte er fünf Erstligaspiele.